# La Bruffière
 La Bruffière  es una población y comuna francesa, en la región de Países del Loira, departamento de Vendée, en el distrito de La Roche-sur-Yon y cantón de Montaigu.

## Demografía
| 2,624 | 2,759 | 2,974 | 2,986 | 2,980 | 3,101 |
| Para los censos de 1962 a 1999 la población legal corresponde a la población sin duplicidades (Fuente: INSEE [Consultar]) |       |       |       |       |       |